# Stade d'Honneur d'Oujda
Het Stade d'Honneur d’Oujda is een multifunctioneel stadion in Oujda, een plaats in Marokko. 
Het stadion wordt vooral gebruikt voor voetbalwedstrijden, de voetbalclub Mouloudia Oujda maakt gebruik van dit stadion. In het stadion is plaats voor 35.000 toeschouwers. Het stadion werd geopend in 1976. Er ligt een kunstgrasveld in het stadion, daaromheen ligt een atletiekbaan. Het stadion werd gerenoveerd in 2007. Later werden er camera's opgehangen op verschillende plekken in het stadion.

## Vernielingen
In 2019 werd het stadion vernield door hooligans. Een deel van het publiek bestormde na afloop van de wedstrijd van de thuisclub tegen Renaissance Sportive de Berkane het veld. Onder andere een deel van de tribune werd kapotgemaakt. Als gevolg van dit incident mocht de thuisclub vijf wedstrijden niet in het eigen stadion spelen en een boete van 85.000 MAD. Er werden tevens 48 mensen gearresteerd.